# Sestra humeraria
Sestra humeraria là một loài bướm đêm trong họ Geometridae.